# Scottoecia crosnieri
Scottoecia crosnieri is een mosselkreeftjessoort uit de familie van de Halocyprididae. De wetenschappelijke naam van de soort is voor het eerst geldig gepubliceerd in 1969 door Poulsen.